# Словник грецької та римської біографії та міфології
«Словник грецької та римської біографії та міфології» (1849 р., спочатку опублікований у 1844 р. під іншою назвою) — це енциклопедія/біографічний словник. Відредагований Вільямом Смітом, словник охоплює три томи та 3700 сторінок. Це класичний твір лексикографії 19-го століття. Робота є супутником «Словника грецьких і римських старожитностей» і « Словника грецької та римської географії» Сміта.

## Автори та сфера застосування

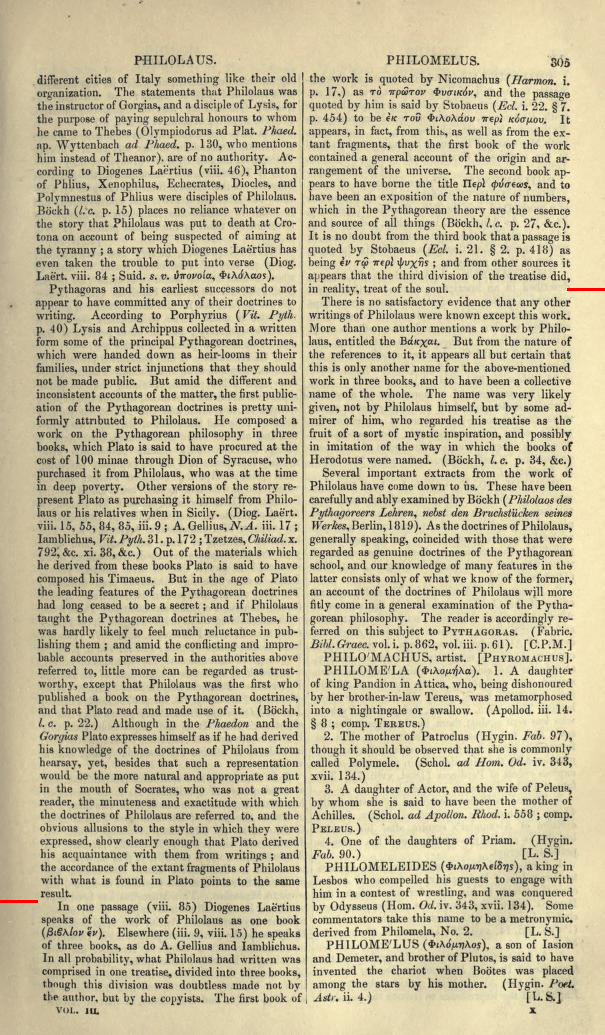
Уривок з книги Філолая Піфагора (Чарльз Пітер Мейсон, 1870)

Крім редактора, який також був автором непідписаних статей, у творі перелічено тридцять п'ять авторів. Інші автори були учнями-класиками, насамперед з Оксфорда, Кембриджа, Школи регбі та Боннського університету, але деякі були з інших закладів. Багато міфологічних записів були роботою німецького емігранта Леонарда Шміца, який допоміг популяризувати німецьку класичну науку в Британії.

Що стосується біографій, Сміт мав намір бути вичерпним. У передмові він пише:
Біографічні статті в цьому творі містять імена всіх осіб будь-якої цінності, які зустрічаються в грецьких і римських письменників, від найдавніших часів до зникнення Західної імперії в 476 році нашої ери і до зникнення Східної імперії, взяттям Константинополя турками в 1453 році.
Значна частина цінності «Словника» полягає не лише в глибині й деталях окремих статей, а й у численних та конкретних цитатах окремих грецьких та римських письменників, а також у сучасній науці від Відродження до середини ХІХ ст. У статтях часто відзначаються різноманітні традиції, розбіжності між владою та інтерпретації сучасних учнів. Однак через змінні системи нумерації, що використовуються в різних виданнях класичних творів, і складність розпізнавання друкарських помилок у цитатах, першоджерела все ж слід перевіряти. Багато статей «Словника» згадуються в останніх роботах, і Роберта Грейвса звинувачують у тому, що він «підняв свої вражаючі посилання на джерела прямо й безперешкодно» під час написання «Грецьких міфів».

Семюель Шарп вважав Едварда Банбері плагіатом його роботи, як він написав у своєму щоденниковому записі 3 вересня 1850 року:
Я, безперечно, відчув пригнічення, читаючи статті про Птолемеїв у «Словнику класичної біографії» доктора Сміта. Усі вони були написані Е. Х. Банбері за допомогою моєї «Історії Єгипту» і без жодного визнання, хоча він навіть запозичив для цього том у мого брата Дена.

## Використання та доступність сьогодні
Робота зараз є загальнодоступною та доступна в Інтернеті. Хоча в значній мірі все є точним (лише рідко стародавні тексти були виправлені настільки серйозно, щоб виправдати біографічні зміни), але багато відсутнього, особливо новітніх відкриттів (таких як «Конституція афінян» Аристотеля або розшифровка Лінійного письма Б) та епіграфічних матеріалів. Можливо, більш серйозно, контекст, у якому розглядаються давні свідчення, часто змінювався за останні півтора століття.

## Зовнішні джерела
- Словник грецької та римської біографії та міфології. Vol. I: Абей-Диспонтей онлайн в бібліотеці Мічиганського університету.
- Словник грецької та римської біографії та міфології. Vol. II: Еаринус–Нікс онлайн в бібліотеці Мічиганського університету.
- Словник грецької та римської біографії та міфології. Vol. III: Весла–Зигія онлайн в бібліотеці Мічиганського університету.

Також Інтернет-архів має похідну роботу:
- Smith, William (1853). A new classical dictionary of biography, mythology, and geography, partly based on the "Dictionary of Greek and Roman biography and mythology.". London: Murray.
- Anthon, Charles; Smith, William (1860). A new classical dictionary of Greek and Roman biography, mythology and geography: partly based upon the Dictionary of Greek and Roman biography and mythology by William Smith (1860). New York: Harper and Brothers.